# Aecalus lucidus
Aecalus lucidus är en insektsart som först beskrevs av William Lucas Distant 1916.  Aecalus lucidus ingår i släktet Aecalus och familjen Machaerotidae. Inga underarter finns listade i Catalogue of Life.